# Aldo Parisot
Aldo Parisot (Natal, Rio Grande do Norte, Brasil, 30 de setembre de 1918 - Guilford, Connecticut, Estats Units d'Amèrica, 29 de desembre de 2018) fou un violoncel·lista estatunidenc d'origen brasiler.
Aprengué a tocar el violoncel al seu país, amb el seu pare, amb set anys, i quan en tenia poc més de deu aparegué per primera vegada en públic. Després, Parisot es va unir a l'Orquestra Simfònica del Brasil i va servir de violoncel·lista principal. Continuà els estudis de violoncel a la Universitat Federal de Rio de Janeiro i el 1946 anà a perfeccionar-se a la Universitat Yale, on fou deixeble i col·laborador de Paul Hindemith. Mentre estudiava a la Yale School of Music, Parisot va rebre elogis de la crítica pel seu debut als Estats Units amb la Boston Symphony Orchestra de Tanglewood, a Lenox, Massachusetts. La seva primera gira europea va començar l'any següent. Més endavant centrà la seva activitat a la Universitat Yale, de la qual fou professor des del 1958 fins uns mesos abans de morir. Feu la seva primera aparició com a solista amb l'Orquestra Filharmònica de Nova York el 1950, data a partir de la qual actuà en nombroses sales de tot el món. Heitor Villa-Lobos li dedicà el seu Concert per a violoncel número 2, que Parisot estrenà. També li dedicaren obres José Siqueira, Mel Powell i Quincy Porter, entre d'altres. Entre els seus alumnes a la Universitat Yale destaquen Irene Sharp, Carol Ou i Ralph Henry Kirshbaum. Tocà amb un Stradivari del 1727, que havia estat del seu mestre Emmanuel Feuermann. L'any 1966 va gaudir d'un gran èxit a Tanglewood quan es va presentar l'estrena de "Parisonatina al'dodecafonia" de Donald Martino, un treball formidable per a violoncel solista escrit per a ell. L'any 1983 fundà el conjunt instrumental Yale Cellos, un conjunt de 20 violoncel·listes que toquen des d'arranjaments de Bach fins a partitures contemporànies i que ha obtingut una notable projecció mediàtica.